# Manuel Valarezo Luzuriaga
Manuel Antonio Valarezo Luzuriaga OFM (* 7. Juni 1937 im ländlichen Kirchspiel Malvas des Kantons Zaruma, Provinz Loja) ist ein ecuadorianischer römisch-katholischer Geistlicher und emeritierter Apostolischer Vikar des Apostolischen Vikariats Galápagos in Ecuador.

## Leben
Am 11. August 1962 wurde Manuel Antonio Valarezo Luzuriaga zum Priester geweiht. Er studierte Kommunikationswissenschaft und hatte verschiedenen Ämter in der Seelsorge und in der Verwaltung inne: zwei Mandate lang war er Provinzminister der Franziskaner-Minderbrüder, und Generalvisitator in Venezuela und Peru. Am 22. Juni 1990 wurde er zum Apostolischen Präfekten von Galápagos ernannt. 
Am 22. April 1996 wurde Valarezo Luzuriaga von Papst Johannes Paul II. zum Titularbischof von Quaestoriana ernannt. Die Bischofsweihe spendete ihm am 23. Juni 1996 der damalige Apostolische Nuntius von Ecuador, Erzbischof Francesco Canalini. Mitkonsekratoren waren der Erzbischof von Portoviejo, José Mario Ruiz Navas, und der Bischof von Ibarra, Antonio Arregui Yarza.
Mit der Erhebung der Präfektur zum Vikariat am 15. Juli 2008 wurde er Apostolischer Vikar.
Am 29. Oktober 2013 nahm Papst Franziskus seinen altersbedingten Rücktritt an.